# 36ª Armata combinata delle guardie
La 36ª Armata combinata delle guardie (in russo 36-я гвардейская общевойсковая армия?, 36-ja gvardejskaja obščevojskovaja armija, unità militare 05776) è una formazione delle Forze terrestri russe, facente parte del Distretto militare orientale (ZVO) e con base a Ulan-Udė, capitale della Buriazia.

## Storia
La 36ª Armata combinata fu costituita la prima volta il 26 luglio 1941 sulla base del 12º Corpo fucilieri, in conformità con la direttiva n. 76818 dello Stato maggiore dell'Armata Rossa del 24 aprile 1941, venendo assegnata al Fronte del Trans-Bajkal nel settembre successivo per difendere il territorio sovietico dall'esercito imperiale giapponese. Da agosto a settembre 1945, la 36ª Armata partecipò all'offensiva Khingan-Mukden, liberando Hailar, Mukden, Qiqihar e Port Arthur dalle truppe giapponesi. L'armata venne sciolta nel luglio 1948 e riorganizzata nell'86º Corpo d'armata.
Nel 1968, in relazione alle tensioni sui confini orientali sino-sovietici, fu ricostituito l'86º Corpo d'armata, che nel 1976 fu trasformato nella 36ª Armata combinata. Nel 1989 la formazione fu sciolta e riorganizzata nel 55º Corpo d'armata.

### Federazione Russa
Nel 1997, sulla base del 55º Corpo d'armata, venne nuovamente costituita la 36ª Armata combinata. Il quartier generale dell'armata, originariamente situato nella città di Borzja, è stato trasferito nella città di Ulan-Udė nel febbraio 2009.
Elementi della 5ª Brigata corazzata e della 37ª Brigata fucilieri motorizzata sono stati schierati in territorio ucraino durante la guerra del Donbass, combattendo nella battaglia di Debal'ceve nel febbraio 2015.
Alla fine del 2016 è stata costituita la 35ª Brigata missilistica contraerea. Nel 2017 l'unità è stata equipaggiata con il sistema Buk-M3, diventando così la seconda unità di difesa aerea delle forze di terra a ricevere tale sistema missilistico terra-aria.
Alla fine di novembre 2019, l'armata è stata definita la migliore per la difesa area del ZVO, venendo consegnato al comandante Michail Nosulev un attestato e una coppa dal generale Gennadij Židko, allora comandante delle Vojska PVO, le truppe di difesa aerea russe.

#### Guerra russo-ucraina
Il 10 gennaio 2022 è stato costituito il 147º Reggimento genio. Poche settimane dopo, formazioni dell'armata, insieme a quelle della 5ª, 29ª, 35ª Armata combinata, sono state avvistate in Bielorussia insieme al comando del Distretto militare orientale. Questo trasferimento di truppe sarebbe servito il mese successivo con l'inizio dell'invasione dell'Ucraina.
Con l'inizio dell'invasione le unità dell'armata hanno avanzato verso l'oblast di Kiev cercando di raggiungere la capitale ucraina, occupando vari villaggi e cittadine. Dopo l'occupazione e la battaglia di Buča e Motyžyn, elementi di diverse brigate sono stati accusati di aver commesso crimini di guerra contro la popolazione civile locale. Il 2 marzo 2022 il comandante in capo delle Forze armate ucraine, Valerij Zalužnyj, ha riferito che il capo di stato maggiore dell'armata, maggiore generale Sergej Nyrkov, fosse stato ferito durante i combattimenti in direzione di Černobyl. Sempre nello stesso giorno il deputato ucraino Oleksij Hončarenko ha affermato che il generale Nyrkov fosse fuggito in Bielorussia, abbandonando i suoi soldati. Dieci giorni più tardi, il 12 marzo è stato ucciso in azione il vice capo di stato maggiore della 103ª Brigata missilistica, maggiore Aleksandr Fedorov, vicino al villaggio di Jasnohorodka.
Nel settembre 2022 il vice capo responsabile della guerra elettronica dell'armata, tenente colonnello Dmitrij Ganin, è stato ucciso in combattimento. Il 27 dicembre successivo un attacco missilistico ucraino ha ucciso il comandante e il vice comandante della 37ª Brigata, colonnello Marat Gadžibalaev e tenente colonnello Aleksandr Iščenko, insieme ad altri 10 alti ufficiali di diverse unità, tra cui il vice capo di stato maggiore del 26º Reggimento difesa NBC, maggiore Aleksandr Tarasov.
Durante la controffensiva estiva ucraina del luglio 2023, il capo del dipartimento operativo dell'armata, maggiore Anatolij Matinov, è stato ucciso in azione.
Il 10 marzo 2025, con decreto presidenziale, il 26º Reggimento difesa NBC dell'armata è stato insignito del titolo onorifico di unità delle guardie per "l'eroismo di massa e il coraggio, la fermezza e il coraggio dimostrati dal personale del reggimento nelle operazioni di combattimento per proteggere la Patria e gli interessi statali nei conflitti armati". Il 1º luglio l'armata stessa è stata promossa a unità delle guardie.

## Ordine di battaglia attuale
- 5ª Brigata corazzata delle guardie "Tacinskaja" (unità militare 46108)
- 37ª Brigata fucilieri motorizzata delle guardie "Budapest-Cosacchi del Don-E.A. Ščadenko" (unità militare 69647)
- 30ª Brigata artiglieria (unità militare 62048)
- 35ª Brigata missilistica contraerea delle guardie (unità militare 34696)
- 103ª Brigata missilistica (unità militare 47130)
- 75ª Brigata comando delle guardie (unità militare 01229)
- 102ª Brigata logistica (unità militare 72155)
- 26º Reggimento difesa NBC delle guardie (unità militare 62563)
- 147º Reggimento genio
- 681º Reggimento artiglieria (unità militare 75245)
- 78º Battaglione manutenzione
- 135º Battaglione d'assalto (unità militare 01605)
- 691º Battaglione artiglieria
- 30ª Compagnia specnaz

## Comandanti

### Prima formazione
- Tenente generale Sergej Fomenko (1941 - 1945)
- Tenente generale Aleksandr Lučinskij (giugno - novembre 1945)
- Tenente generale Sergej Fomenko (novembre 1945 - 1948)

### Seconda formazione
- Tenente generale Vladimir Voroncov (1976 - 1980)
- Tenente generale Vladimir Kraev (1980 - 1985)
- Maggior generale Anatolij Kuznecov (1985 - 1987)
- Maggior generale Georgij Kondrat'ev (1987 - 1989)

### Terza formazione
- Tenente generale Aleksandr Kolmakov (agosto 1998 - luglio 2000)[20]
- Tenente generale Khakim Mirzazjanov (luglio 2000 - novembre 2003)
- Tenente generale Vladimir Čirkin (novembre 2003 - febbraio 2007)
- Tenente generale Vladimir Zarudnickij (febbraio 2007 - aprile 2009)
- Tenente generale Vladimir Cilko (giugno 2009 - febbraio 2012)
- Tenente generale Oleg Makarevič (febbraio 2012 - febbraio 2013)
- Tenente generale Michail Teplinskij (febbraio 2013 - maggio 2015)[21]
- Maggior generale Dmitrij Kovalenko (maggio 2015 - settembre 2017)[22]
- Tenente generale Michail Nosulev (ottobre 2017 - gennaio 2020)
- Tenente generale Valerij Solodčuk (gennaio 2020 - maggio 2022)
- Maggior generale Vitalij Gerasimov (maggio 2022 - luglio 2024)[23]
- Tenente generale Grigorij Tjurin (luglio 2024 - in carica)[24]
- Maggior generale Vladimir Beljavskij (febbraio 2025 - in carica)[25] ad interim